# Cyclosa sanctibenedicti
Cyclosa sanctibenedicti är en spindelart som först beskrevs av Vinson 1863.  Cyclosa sanctibenedicti ingår i släktet Cyclosa och familjen hjulspindlar. Inga underarter finns listade i Catalogue of Life.